# Булган (Баян-Улгий)
Булган (монг. Булган) – сомон Баян-Улгийського аймаку Монголії. Територія 5,0 тис кв км, населення 5,7 тис.. Центр Жаргалант розташований на відстані 280 км. від міста Улгий, та на відстані 2000 км від Улан-Батора. Школа, лікарня, торговельно-культурні центри.

## Рельєф
Оточений горами Монгольського Алтаю, найвища вершина гора Мунххайрхан (4204м) на кордоні Кобдоського та Баян-улгийського аймаків. Гори Бургедтей, Хайрхан, Елт, Хужжирт (3500-4000 м). Понад 20 річок та озер льодовикового походження.

## Клімат
Клімат різкоконтинентальний. Середня температура січня -24 градуси. Липня +14 градусів. Щорічна норма опадів 320 мм.

## Корисні копалини
Багатий на природні ресурси: золото,та сировину для будівельних матеріалів.

## Тваринний світ
Муфлони, сніжні барси, вовки, лисиці, зайці.

## Адміністративні межі
Булган межує з сомоном Делуун а також аймаком Ховд. На заході проходить кордон з Китаєм.